# Anglo-španělská válka (1727–1729)

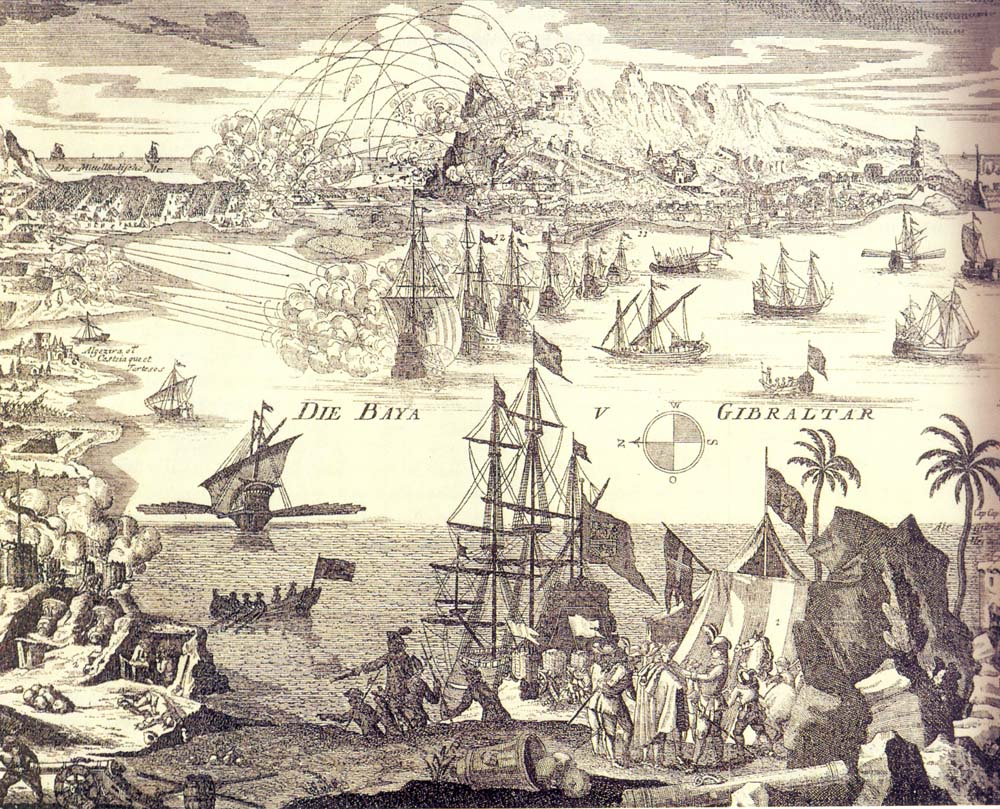
Dobové zobrazení obléhání Gibraltaru

Anglo-španělská válka v letech 1727–1729 byla omezená válka mezi královstvím Velké Británie a Španělskem, která sestávala z neúspěšného britského pokusu o blokádu Portobela, španělského přístavu v Karibiku na Panamské šíji, a z neúspěšného španělského pokusu dobýt Gibraltar. Byla ukončena Sevillskou smlouvou v roce 1729, která potvrzovala zachování takového stavu, jaký byl před válkou.

## Pozadí
Během Války o španělské dědictví dobylo Gibraltar společné loďstvo Británie a Spojených provincií nizozemských a když válka v roce 1714 skončila, nezbylo Španělsku než v rámci Utrechtského míru ztrátu Gibraltaru přijmout. Španělsko se ovšem nevzdalo myšlenky získat Gibraltar i Menorku od Britů zase zpět. Naopak Britové vnímali Španělsko jako dlouhodobého soupeře a hledali cesty, jak jej oslabit.

## Obléhání Porta Bella
Britové věděli, že klíčovou součástí soudobého španělského hospodářství jsou „Stříbrné flotily“ dopravující vzácné zboží ze španělských kolonií do Evropy. Protože se Británie obávala, že Španělsko spojené s Rakouskem se bude cítit dost silné, aby jí vyhlásilo válku, rozhodla se uškodit jeho hospodářství zablokováním Stříbrné flotily. Snaha o obléhání Portobela ovšem skončila neúspěšně, neboť mužstva na britských lodích kosila žlutá zimnice. Když byla britská flota úmrtími donucena vzdálit se na Jamajku k doplnění mužstva, proklouzl Antonio de Gaztañeta s nákladem v hodnotě 31 miliónů pesos. Britové se snažili v blokádě pokračovat, ale nemoc brala životy dalším námořníkům. Když v dubnu 1729 umíral už třetí velitel loďstva na stejnou nemoc, která decimovala i mužstvo, předpokládalo se již brzké ukončení války a flota zamířila domů. Britové ztratili celkem přes čtyři tisíce námořníků.

## Obléhání Gibraltaru
V Evropě se zatím pokusili Španělé dobýt Gibraltar – 11. února 1727 jej oblehlo 12 000 až 25 000 mužů. Britové zde měli na počátku 1500 obránců, ale později dopravila flota vedená Charlesem Wagerem posily, takže počet obránců stoupl na zhruba 5000. Obléhání trvalo čtyři měsíce, pak se Španělé stáhli. Při pokusech o dobytí ztratili 1400 mužů, na straně Británie bylo zhruba 300 padlých.